# Джон Курнос
Джон Курнос, народжений Іван Коршун (грец. John Cournos; рос. Иван Григорьевич Коршун; він сам використовував форму Йоганн Грегоревич для свого оригінального імені) (6 березня 1881 — 27 серпня 1966) — письменник і перекладач російсько-єврейського походження, який провів своє подальше життя в еміграції.

## Раннє життя
Курно народився в Житомирі, Російська імперія, і його першою мовою була ідиш; вивчав російську, німецьку та іврит з репетитором вдома. Коли йому було десять років, його родина емігрувала до Філадельфії, де він вивчив англійську мову.

## Літературна кар'єра
У червні 1912 року він переїхав до Лондона, де працював позаштатним інтерв'юером і критиком для британських і американських видань і почав свою літературну кар'єру як поет, а згодом і романіст. Пізніше він емігрував до США, де провів решту свого життя.
Він був одним із поетів-імажиністів, але більш відомий своїми романами, оповіданнями, есе та критикою, а також як перекладач російської літератури. Він використовував псевдонім Джон Кортні. Він також писав для The Philadelphia Record під псевдонімом «Gorky».
Пізніше він одружився з Гелен Кестнер Саттертуейт (1893—1960), яка також була письменницею під псевдонімами Сібіл Нортон і Джон Гоук. Проте він, ймовірно, найбільш відомий своїм нещасливим романом із Дороті Л. Сейерс, вигаданим Сейерсом у детективній книзі «Сильна отрута» (1930) і самим Курно в «Диявол — англійський джентльмен»(1932).
Курнос і його дружина під її псевдонімом Сібіл Нортон співпрацювали над кількома книгами, зокрема «Відомі сучасні американські романісти», «Відомі британські романісти», «Найкращі світові оповідання 1947 року» та біографія «Джона Адамса».

## Антикомунізм
Після Жовтневого перевороту Курнос брав участь у лондонській антикомуністичній організації «Російський визвольний комітет». Від її імені він написав у 1919 році пропагандистський памфлет «Лондон за більшовиків: мрія лондонця про повернення з Петрограда», заснований переважно на тому, що він побачив під час свого візиту в Петрограді до Олексія Ремізова в 1917—1918 роках, чиї Часи він тоді перекладав як The Clock. У ньому детально розповідається про перші події захоплення влади більшовиками в Росії, а його дії відбувалися у Великій Британії, щоб дати можливість британській аудиторії краще уявити, як це було. Сінклер Льюїс використовував той самий прийом, щоб уявити фашистське захоплення Сполучених Штатів у своїй праці 1935 року У нас це неможливо.
У жахливій, але жартівливій майбутній історії Курно британський революційний режим вводить нову валюту під назвою «Макдональд» на честь Рамсая Макдональда, якого, однак, незабаром відсунули більшовицькі лідери Макленін і Троцман (sic). Контрреволюційний заколот генерала Гейґа зазнає поразки під Сент-Олбансом, і більшовики починають збирати своїх колишніх союзників. Ллойд Джордж ув'язнений у лондонському Тауері. Герберта Веллса також ув'язнюють більшовики, незважаючи на його ліву книгу «Любов і містер Льюїшем». Лондон зображено бідним, з сигаретами на чорному ринку та зламаними ліфтами, а оповідач блукає по Стренду, вигукуючи на бруд вулиць, ледарів і ревниву заздрість до своїх нових черевиків.

## Смерть
Курнос помер у Нью-Йорку.